# Tomissa
Tomissa là một chi bướm đêm thuộc họ Crambidae.